# Indigo Shire
Indigo Shire är en kommun i Australien. Den ligger i delstaten Victoria, omkring 230 kilometer nordost om delstatshuvudstaden Melbourne. Antalet invånare var 15 952 vid folkräkningen 2016.
Följande samhällen finns i Indigo:
- Beechworth
- Rutherglen
- Chiltern
- Wahgunyah
- Barnawartha